# Re-Wired
Re-Wired è un singolo del gruppo musicale britannico Kasabian, il secondo estratto dall'album Velociraptor!, pubblicato il 20 ottobre 2011.

## La canzone
A proposito della canzone, Sergio Pizzorno disse:

## Video musicale
Diretto dal regista Thomas Carty e filmato al Chobham Test Track nel Surrey, il video vede i membri della band in una sorta di inseguimento automobilistico a bordo di una Mercedes-Benz Classe CLS, una Ford Escort, una Fiat 126 e un camper. Nel video è presente il cameo di Noel Fielding, che veste i panni di Vlad the Impaler anche questa volta, dopo essere apparso per la prima volta sotto tali vesti nel video ufficiale dell'omonimo brano.

## Tracce
Download digitale
1. Re-Wired - 4:47
2. Velociraptor! (Live from Leicester) - 3:33
3. Re-Wired (Live from Leicester) - 4:39

CD
- PARADISE73

1. Re-Wired - 3:40
2. Re-Wired (Instrumental) - 3:40

Vinile "10
- PARADISE74

1. Re-Wired - 4:44

## Classifiche
| Classifica (2011)          | Posizione massima |
| -------------------------- | ----------------- |
| Belgio (Ultratop Fiandre)  | 13                |
| Belgio (Ultratop Vallonia) | 35                |
| Regno Unito                | 96                |